# 培養栓

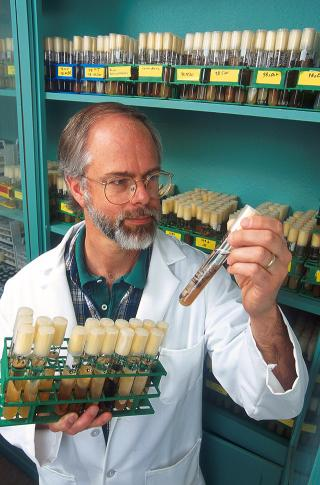
生物の培養

培養栓（ばいようせん）は、生物学や農学、医学のような生体を扱う分野の研究において、生物や生物組織を培養するための容器に特化した栓の総称である。

## 必要性
嫌気性生物を除き、多くの生物では培養時に呼吸のための酸素を確保する必要がある。また、逆に呼吸の結果放出される二酸化炭素やその他の揮発性物質の滞留を防ぐため、培養容器の通気性の維持は不可欠である。しかし同時に、培養系に外来の生物が混入すること（コンタミネーション）は避けなければならない。培養に使われる容器は試験管やフラスコなどであるが、これらの容器は主にガラス製でありそれ自体は通気性を持たない。従ってこれらの容器で培養を行う際には、通気性を維持しながらもコンタミネーションを排除するような機能を備えた栓が必要となる。

## 種類
培養栓には容器の口に差し込むタイプのもの（栓）と、容器の口にかぶせるタイプ（キャップ）の2種類が存在する。差し込むタイプのものは材質の状態（スポンジ状か否か）によって通気性のあるもの・密閉性のものに分かれる。

### 通気性のある栓
綿栓
綿をそのまま、あるいはガーゼなどで包んで形を整えて栓にしたものである。乾熱滅菌が可能で、通気性のある安価な培養栓として利用されている。普通、綿栓に使う綿は脱脂されていない綿（青梅綿）である。これは、脱脂綿では細菌などの粒子を捕捉する力が弱いこと、綿繊維の脱落によるコンタミネーションが多いこと、などの理由による。古典的なものであり、現在ではほとんど以下のようなものに置き換えられている。なお、セルロース分解能の強い菌類には侵される場合がある。
紙栓
セルロース製の使い捨ての栓で、綿栓の代用品である。乾熱滅菌が可能。ステリ・プラグなどの商品名で販売されている。通気性がよいため主にカビの培養に使用される。
ウレタン栓
発泡ウレタンを素材とする栓。スポンジ状のポリウレタンを容器の口に合うような大きさに加工したものである。通気性があり、綿栓よりも耐久性に優れる。
シリコセン
シリコーン樹脂を素材とする栓。ウレタン栓同様、スポンジ状のシリコーンを容器の口に合うような大きさに加工したものである。乾熱滅菌が可能で、短時間であれば 350℃ ほどの高温にも耐える上、耐薬品性も備える。通気性は綿栓よりやや劣るが、大抵の細菌の培養に使用できる。シリコーンの発泡を大きくして通気性を高めたバイオシリコという姉妹品もある。なお、シリコセンおよびバイオシリコは信越ポリマー株式会社の登録商標である。

### 通気性のない栓

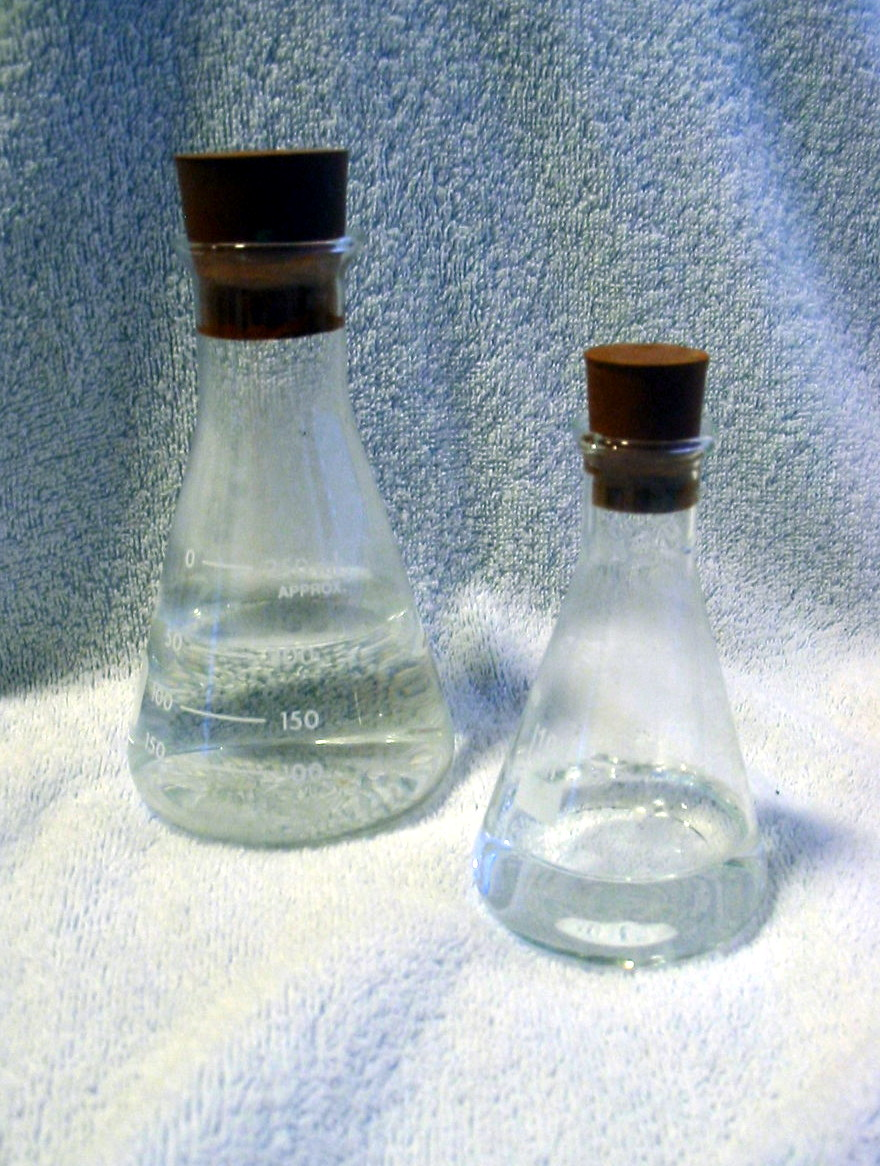
ゴム栓
ゴムでできた栓である。赤ゴム栓や黒ゴム栓があり、密閉タイプの栓として普通に利用されている。培養用途としては、ゴム栓に穿孔して通気用の管やカテーテルを通せるようにしたものも市販されている。耐熱性や耐薬品性を高めたフッ素ゴム栓（バイトン栓）や、形状に工夫を凝らして密閉性を高めたW栓、その他ブチルゴムや天然ゴムでできたものなど多くの派生物がある。
シリコン栓（シリコンゴム栓）
シリコンゴムを使った栓。ゴム栓よりも温度変化に対して安定で、-60℃ から 200℃ くらいの範囲で使用可能である。前述のシリコセンとは別物なので注意せねばならない。
コルク栓
ワインボトルと同じコルク栓。素材そのままで品質が安定せずカビなどの侵食にも弱いことから、研究の現場で用いられる機会は減少している。

### キャップ型
厳密には栓ではないが、コンタミネーションの防止と通気性の確保を両立したキャップタイプの培養栓もある。いずれも容器の口部に密着しないよう構造的に工夫されたキャップで、シリコンゴム製のもの（Cキャップ、Mキャップ）やポリプロピレン製のものなどがある。アルミニウムやステンレスなど金属製のキャップはモルトン栓と呼ばれる（通常、モルトン栓は再利用が可能であり、またオートクレーブ滅菌も可能である。）。モルトン栓の代用として、アルミ箔を被せた簡易的な栓が使われることもある。栓としての安定性や耐久性は劣るが、その都度容器の口径に合わせて成型したり、他の栓と併用したりできることが利点である。

### ガスバリア性能の強化
高いガスバリア性が求められたり、あるいは長期に密閉を行う場合は、ガスバリア性能の強化のために、栓をした更にその上に、ラップをかけたりする事がある。（もちろん、ここでラップのガスバリア性も容器全体のガスバリア性能に影響を及ぼすので、使用するラップはその選定を行うのが望ましい。）